# Heliangelus viola
El colibrí violeta (Heliangelus viola), también denominado ángel-del-sol de garganta púrpura (en Perú) o solángel gorgipúrpura (en Ecuador), es una especie de ave apodiforme de la familia Trochilidae, perteneciente al género Heliangelus. Es nativo de regiones andinas del noroeste de América del Sur. 

## Distribución y hábitat
Se distribuye en una restringida zona de la pendiente occidental de la cordillera de los Andes desde el centro norte de Ecuador hasta el norte de Perú (desde Piura al sur por el oeste hasta Cajamarca, y por el este hasta Amazonas).
Esta especie es considerada localmente bastante común en una variedad de hábitats que van desde bosques nubosos hasta enmarañados arbustivos y bosques de Alnus. Se encuentra en zonas subtropicales y templadas en altitudes entre 2150 y 3000 m. Se alimenta de néctar en el estrato medio del bosque.

## Sistemática

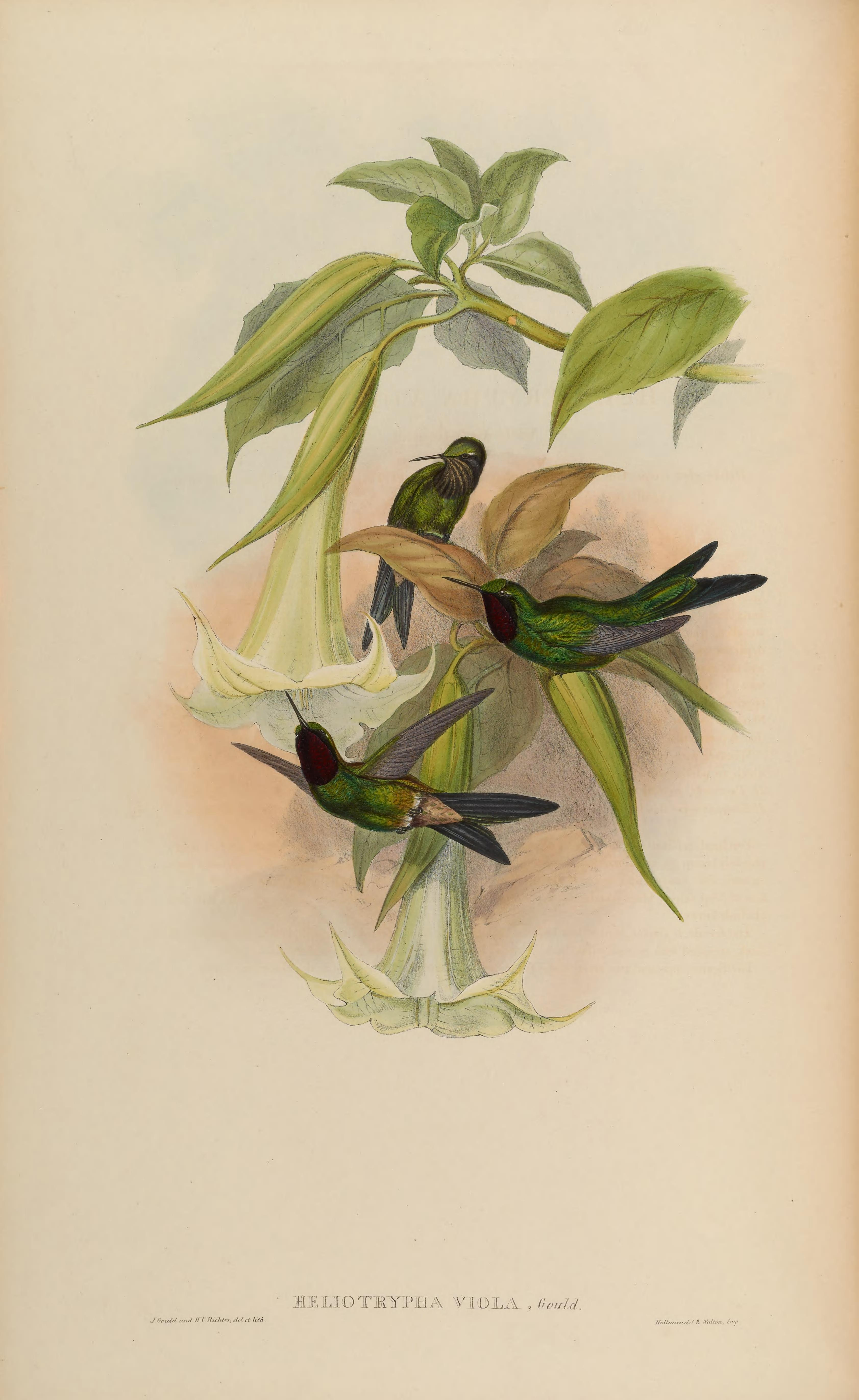
Heliotrypha viola sinónimo de Heliangelus viola ilustración de Gould y Richter en A monograph of the Trochilidae, or family of humming-birds 4, 1861.

### Descripción original
La especie H. viola fue descrita por primera vez por el ornitólogo británico John Gould en 1853 bajo el mismo nombre científico; su localidad tipo es « márgenes del río Marañón».

### Etimología
El nombre genérico masculino «Heliangelus» se compone de las palabras del griego «hēlios» que significa ‘sol’, y «angelos» que significa ‘ángel’; y el nombre de la especie «viola» en latín significa ‘violeta’.

### Taxonomía
Las poblaciones del norte y oeste han sido tratadas como una especie separada Heliangelus splendidus incluyendo la subespecie pyropus, pero las diferencias no son consideradas substanciales, o muy ligeras, y aparentemente en una variación continua de rasgos, de forma que la validad de las subespecies es incierta. Más allá, la supuesta simpatría entre splendidus y viola está socavada por la posibilidad de haber individuos migrantes envueltos. El Congreso Ornitológico Internacional (IOC) no reconoce subespecies.

### Subespecies
Según la clasificación Clements Checklist/eBird se reconocen tres subespecies, con su correspondiente distribución geográfica:
- Heliangelus viola viola Gould, 1853 – Andes del norte de Perú (al este del río Marañón en Amazonas; también muy localmente al oeste del Marañón en Cajamarca?).
- Heliangelus viola pyropus Weller, 2011 – Andes del sur de Ecuador y noroeste de Perú (Piura).
- Heliangelus viola splendidus Weller, 2011 – Andes del norte de Perú (al oeste del río Marañón en Cajamarca; también muy localmente al este del Marañón en Amazonas?).